# Cortisolo O-acetiltransferasi
La cortisolo O-acetiltransferasi è un enzima appartenente alla classe delle transferasi, che catalizza la seguente reazione:
acetil-CoA + cortisolo ⇄ CoA + cortisolo 21-acetato